# Oxid titaničitý
Oxid titaničitý TiO2 je chemická sloučenina kyslíku a titanu. V přírodě se vyskytuje v několika minerálních formách. Uměle připravený oxid titaničitý označovaný jako titanová běloba má široké použití jako pigment do nátěrových hmot, barvivo v potravinářství a jako účinná složka některých opalovacích krémů.
Je rozpustný v roztocích silných kyselin za vzniku solí titaničitých (TiIV) i silných zásad za vzniku titaničitanů.

## Přírodní výskyt
Oxid titaničitý se vyskytuje ve třech přírodních formách:
- rutil, čtverečný minerál;
- anatas, čtverečný minerál;
- brookit, kosočtverečný minerál.

Přírodní oxid titaničitý se nevyskytuje jako čistý. Většinou bývá kontaminován ionty jiných kovů, například železa. Přírodní minerály oxidu titaničitého jsou průmyslově těženy jako zdroj titanu. K dalším zdrojům titanu patří rudy obsahující ilmenit nebo leukoxen, či písky s obsahem rutilu. Safíry a rubíny také mohou obsahovat inkluze rutilu, které mohou způsobit hedvábný lesk, snížit barevnost a vzácněji i optický jev zvaný asterismus.

## Výroba
Surový oxid titaničitý je přeměněn na chlorid titaničitý pomocí chloridové metody. Při použití této metody je surová ruda obsahující alespoň 90 % TiO2 redukována uhlíkem při 950 °C a následně oxidována chlorem na kapalný chlorid titaničitý TiCl4. Ten je následně přečištěn destilací a při 1 000 – 1 400 °C je pomocí kyslíku přeměněn zpět na oxid titaničitý.
Další často používaná metoda výroby je sulfátová metoda. Je vhodná pro rudy s nižším obsahem titanu a rudy znečištěné železem. Používá jako zdroj titanu minerál ilmenit. Ten je vyluhován v koncentrované kyselině sírové za vzniku síranu železnatého FeSO4 (v reakční směsi dochází k částečné oxidaci dvojmocného železa na železo trojmocné) a síranu titanylu TiOSO4. Síran železitý je zredukován železnými hoblinami na síran železnatý FeSO4, který je po zahuštění a ochlazení odfiltrován.TiOSO4 je následně hydrolyzován. Amorfní sraženina je pak kalcinována v kalcinační peci na strukturu rutilu, či anatasu při 800–900 °C.

## Použití
Oxid titaničitý je často používán jako pigment, z důvodu výrazného jasu a velmi vysokého indexu lomu (n = 2,7). Ročně je celosvětově vyrobeno přibližně 4 000 000 tun TiO2.
Výhodou jeho použití jako pigmentu jsou i jeho UV rezistentní vlastnosti. Pohlcuje UV záření a přeměňuje ho na neškodné teplo.
Jeho vysoká odrazivost, jas a barevná stálost ho předurčují také jako vhodný materiál pro použití ve formě tenkých povlaků na speciální optice jako jsou dielektrická zrcadla.
TiO2 v práškové formě výrazně rozptyluje světlo a má vysokou opacitu. Je proto používán jako pigment zajišťující bělost a neprůhlednost barev, povlaků, plastů, papíru, inkoustů, potravin, kosmetiky a léčiv (např. tablet, či zubních past). Další jeho vlastnost v práškové formě, která se využívá, je vysoká hydrofobie (odpuzování vody). Používá se tedy i při výrobě autoskel a skel pro slunečních brýle, s účelem eliminovat orosení, které by na nich mohlo vznikat. Téměř všechny jiné alternativy s podobnými vlastnostmi jsou s negativními zdravotními účinky nebo přímo toxické, TiO2 ovšem ne.
V kosmetice je přidáván do krémů jako pigment, zahušťovadlo a UV filtr. Jako pigment je též používán při tetování.
Díky svému vysokému indexu lomu, opacitě, UV rezistenci a stálosti je často používanou přísadou opalovacích krémů. Oproti opalovacím krémům založených na chemických absorbátorech, vyvolávají opalovací krémy s obsahem fyzikálních absorbátorů (oxid titaničitý a oxid zinečnatý), méně často podráždění a alergické reakce kůže.
Oxid titaničitý je také používán jako polovodič.

### Potravinářství
Je používán jako bílé potravinářské barvivo E171. Francie kvůli výsledkům testů na zvířatech látku dočasně zakázala. V květnu 2021 Evropský úřad pro bezpečnost potravin (EFSA) došel k závěru. že „oxid titaničitý už nadále nemůže být považován za bezpečný jakožto potravinářské aditivum", neboť nemůže „vyloučit obavy z genotoxicity po konzumaci částic oxidu titaničitého".

### Fotokatalýza
Vhodně upravený oxid titaničitý působí v přítomnosti ultrafialového záření jako fotokatalyzátor. Pokud je TiO2 nadopován atomy dusíku, funguje jako katalyzátor již v přítomnosti viditelného záření. Díky svému vysokému redoxnímu potenciálu oxiduje v excitovaném stavu vodu za vzniku hydroxylových radikálů. Je také schopen přímé oxidace organických látek.
Z tohoto důvodu je přidáván do nátěrů, cementů, okenních skel, glazur dlaždiček a jiných materiálů. Tyto materiály pak mají dezinfekční a samočisticí schopnosti.
Je také používán v některých solárních článcích. Nanokrystalický oxid titaničitý je označován jako nadějný materiál pro výrobu elektrické energie.
Jeho fotokatalytické vlastnosti ho předurčují jako materiál schopný čistit vzduch od zápachu a škodlivin, jako jsou těkavé organické látky a oxidů dusíku. V Česku se využitím oxidu titaničitého zabývá mimo jiné například fakulta biomedicínského inženýrství ČVUT.

### Barevný pigment
Titanová běloba je rozšířený anorganický pigment, kterého se průmyslově vyrábí miliony tun ročně.
Používá se jako součást nátěrových hmot a plastů, v papírenském, kožedělném a gumárenském průmyslu, při úpravě keramiky, ale také jako aditivum v potravinářství nebo jako přísada v kosmetice a ve farmacii.
V České republice vyrábí titanovou bělobu Precheza a. s. Přerov. Jedná se o jednoho z největších producentů titanové běloby v Evropě, jediného v ČR, s produkcí okolo 35 tisíc tun ročně.
Ve výtvarném umění je tak nazývána bílá barva typu tempery či oleje s číselný kódem 1096, která je směsí oxidu titaničitého a oxidu zinečnatého.

### Další použití
Je používán v lambda sondách v motorech automobilů.
V medicíně umožňuje srůst kostí s implantáty, jako jsou umělé klouby a zuby.
Mezinárodní agentura pro výzkum rakoviny (IARC) zařadila oxid titaničitý do kategorie 2B, tedy mezi podezřelé karcinogeny pro člověka na základě pokusů na zvířatech, u nichž byl prokázán zvýšený výskyt rakoviny plic.